# Вандзик, Юзеф
Юзеф Вандзик (пол. Józef Wandzik; 13 августа 1963, Тарновске-Гуры — польский футболист, вратарь. Участник чемпионата мира 1986.

## Карьера

### Клубная
Начал свою карьеру в клубе «Родно-Горников» из города Бытом. Затем представлял цвета «Руха» из Хожува. В 1985 году он перешёл в «Гурник Забже», с которым стал четырёхкратным чемпионом Польши и один раз выиграл Суперкубок Польши. Его успехи способствовали переходу в греческий клуб «Панатинаикос». С клубомм он трижды стал чемпионом Греции, а также завоевал Кубок Греции. С «Панатинаикосом» вратарь добился большого успеха, достигнув полуфинала Лиги чемпионов в 1996 году, проиграв только «Аяксу» во второй игре. В то же время Юзеф провёл 906 и 988 «сухих» минут, что по этому показателю является третьим и четвертым лучшим результатом в греческом футболе. Его выступления запомнились фанатам, и он заслужил прозвище «Вуно» (в переводе «гора»), прозвище, которое он заработал на протяжении многих лет, выступая за клуб. После почти десяти лет в «Панатинаикосе», футболист провёл один сезон в «Аполлон Смирнис» и «Атинаикосе», прежде чем завершить свою карьеру в 2001 году. Он был награждён Греческой федерацией футбола за достижения в области жизни за его преданность и заслуги перед греческим футболом. Многие считают его величайшим иностранным вратарём Греции всех времён.

### Международная
Он начал свою международную карьеру в польской сборной до 18 лет. Вместе с юношеской сборной Польшей занял 3-е место на чемпионате мира среди юношей до 20 лет.
8 декабря 1985 года Вандзик дебютировал во взрослой сборной Польши в матче против Туниса и в течение многих лет был основным вратарём страны. Он также установил рекорд: не пропускал в 25 матчах, опередив рекорд легендарного Яна Томашевского. 25 апреля 1995 года он сыграл последний матч за сборную Польши в городе Забже против сборной Израиля. Всего он сыграл 52 матча в составе сборной Польши, пропустив 53 мяча.

## Достижения
«Гурник Забже»
- Чемпион Польши (4): 1984/85, 1985/86, 1986/87, 1987/88
- Обладатель Суперкубка Польши: 1988

 «Панатинаикос»
- Чемпион Греции (3): 1990/91, 1994/95, 1995/96
- Обладатель Кубка Греции (4): 1990/91, 1992/93, 1993/94, 1994/95
- Обладатель Суперкубка Греции (2): 1993, 1994